# آنا هاشيموتو
آنا هاشيموتو (بالإنجليزية: Anna Hashimoto)‏ هي عازفة كلارينيت بريطانية، ولدت في 1 يونيو 1989 في اليابان.